# Hippolyte Mauger
Pour les articles homonymes, voir Mauger.
Hippolyte Mauger, né le 17 septembre 1857 à Dun-sur-Auron (Cher) et décédé le 23 mars 1946 à Dun-sur-Auron, est un homme politique français.

## Biographie
Tanneur-corryeur de profession, il adhère au Parti socialiste révolutionnaire (PSR) en 1888. Il anime, notamment, des luttes syndicales des ouvriers bûcherons dans sa région. Il est conseiller municipal de Dun-sur-Auron en 1892. Après plusieurs échecs, il est élu député du Cher de 1910 à 1919, siégeant au groupe socialiste. Il est aussi conseiller général du Cher de 1910 à 1913, pour le canton de Nérondes. Battu aux législatives de 1919, il retrouve un siège de sénateur lors d'une élection partielle en janvier 1920. Réélu en 1921 et 1930, il est battu en 1939. Il siège au groupe de la Gauche démocratique, dont il devient vice-président.

## Sources
- « Hippolyte Mauger », dans le Dictionnaire des parlementaires français (1889-1940), sous la direction de Jean Jolly, PUF, 1960 [détail de l’édition]